# Gán (khoa học máy tính)
Trong lập trình máy tính, câu lệnh gán (tiếng Anh: assignment statement) sẽ đặt và/hay thiết lập lại giá trị chứa trong vị trí lưu trữ vốn được biểu thị bởi một tên biến; nói cách khác, nó sao chép giá trị vào biến. Trong hầu hết các ngôn ngữ lập trình mệnh lệnh, câu lệnh gán (hay biểu thức) là một cấu trúc cơ bản.
Ngày nay, ký hiệu được sử dụng phổ biến nhất cho toán tử cơ bản này là x = expr (bắt nguồn từ Superplan 1949–51, sau đó phổ biến bởi Fortran 1957 và C), theo sau bởi x:= expr (ban đầu là ALGOL 1958, phổ biến bởi Pascal), mặc dù có nhiều ký hiệu khác được sử dụng.